# Diecezja San Ignacio de Velasco
Diecezja San Ignacio de Velasco (łac. Dioecesis Sancti Ignatii Velascani) – katolicka diecezja w Boliwii, sufragania archidiecezji Santa Cruz de la Sierra. Została erygowana 3 listopada 1994 roku w miejsce istniejącego od 1930 roku wikariatu apostolskiego.

## Ordynariusze

### Wikariusze apostolscy Chiquitos
- Bertoldo Bühl OFM (1931 - 1941)
- Juan Tarsicio Senner OFM (1942 - 1949)
- José Calasanz Rosenhammer OFM (1949 - 1974)
- Federico Bonifacio Madersbacher Gasteiger OFM (1974 - 1994)

### Biskupi San Ignacio de Velasco
- Federico Bonifacio Madersbacher Gasteiger OFM (1994 - 1995)
- Carlos Stetter (1995 - 2016)
- Robert Herman Flock (od 2016)